# Phrissolaus inspersus
Phrissolaus inspersus är en skalbaggsart som beskrevs av Bates 1881. Phrissolaus inspersus ingår i släktet Phrissolaus och familjen långhorningar.
Artens utbredningsområde är:
- Costa Rica.
- Nicaragua.
- Panama.

Inga underarter finns listade i Catalogue of Life.